# ماساهارو فوکویاما
ماساهارو فوکویاما (انگلیسی: Masaharu Fukuyama؛ زادهٔ ۶ فوریهٔ ۱۹۶۹) یک موسیقی‌دان اهل ژاپن است. وی از سال ۱۹۹۰ میلادی تاکنون مشغول فعالیت بوده‌است. از فیلم‌های او می‌توان به ریومادن اشاره کرد

## زندگی شخصی
ماساهارو در سال ۲۰۱۵ با بازیگر کازوئه فوکی‌ایشی ازدواج کرد و سال بعد صاحب فرزند شدند.